# Leeds (Alabama)
Leeds ist eine Stadt im Jefferson County im US-Bundesstaat Alabama, Teile der Gemarkung reichen aber auch in das St. Clair County und ins Shelby County. Das U.S. Census Bureau hat bei der Volkszählung 2020 eine Einwohnerzahl von 12.324 ermittelt.

## Geographie
Die Stadt hat eine Fläche von 58,3 km², wovon 57,9 km² auf Land und 0,4 km² (= 0,67 %) auf Gewässer entfallen.

## Geschichte
Die Stadt, deren Namenspatron Leeds in West Yorkshire, England ist, wurde am 27. April 1887 inkorporiert. Das Wachstum der jungen Siedlung wurde durch drei Faktoren bestimmt: die Incorporation der nahegelegenen Stadt Birmingham und den Beginn der dortigen Verarbeitung von Eisenerz, der Bau der Georgia Pacific Railway von Birmingham nach Atlanta, Georgia und der Bau einer Fabrik für Portlandzement im Jahr 1906.

## Demographie
Zum Zeitpunkt des United States Census 2000 bewohnten Leeds 10.455 Personen. Die Bevölkerungsdichte betrug 180,6 Personen pro km². Es gab 4585 Wohneinheiten, durchschnittlich 79,2 pro km². Die Bevölkerung in Leeds bestand zu 81,98 % aus Weißen, 15,91 % Schwarzen oder African American, 0,34 % Native American, 0,48 % Asian, 0,08 % Pacific Islander, 0,40 % gaben an, anderen Rassen anzugehören und 0,81 % nannten zwei oder mehr Rassen. 1,34 % der Bevölkerung erklärten, Hispanos oder Latinos jeglicher Rasse zu sein.
Die Bewohner verteilten sich auf 4301 Haushalte, von denen in 30,7 % Kinder unter 18 Jahren lebten. 51,6 % der Haushalte stellten Verheiratete, 14,0 % hatten einen weiblichen Haushaltsvorstand ohne Ehemann und 30,5 % bildeten keine Familien. 27,0 % der Haushalte bestanden aus Einzelpersonen und in 10,3 % aller Haushalte lebte jemand im Alter von 65 Jahren oder mehr alleine. Die durchschnittliche Haushaltsgröße betrug 2,43 und die durchschnittliche Familiengröße 2,95 Personen.
Die Stadtbevölkerung verteilte sich auf 24,5 % Minderjährige, 7,8 % 18–24-Jährige, 29,4 % 25–44-Jährige, 24,8 % 45–64-Jährige und 13,4 % im Alter von 65 Jahren oder mehr. Das Durchschnittsalter betrug 38 Jahre. Auf jeweils 100 Frauen entfielen 91,9 Männer. Bei den über 18-Jährigen entfielen auf 100 Frauen 87,9 Männer.
Das mittlere Haushaltseinkommen in Leeds betrug 37.420 US-Dollar und das mittlere Familieneinkommen erreichte die Höhe von 46.127 US-Dollar. Das Durchschnittseinkommen der Männer betrug 32.090 US-Dollar, gegenüber 23.448 US-Dollar bei den Frauen. Das Pro-Kopf-Einkommen in Leeds war 18.573 US-Dollar. 13,2 % der Bevölkerung und 10,5 % der Familien hatten ein Einkommen unterhalb der Armutsgrenze, davon waren 22,6 % der Minderjährigen und 10,8 % der Altersgruppe 65 Jahre und mehr betroffen.

## Bildung
Leeds hat sich aus dem Schulsystem des Jefferson County ausgeklinkt und einen eigenständigen Schulbezirk gebildet.

## Söhne und Töchter der Stadt
- Stephen W. Attaway (1960–2019), Bauingenieur
- Charles Barkley (* 1963), Basketballspieler
- Henry E. Erwin, Empfänger der Medal of Honor im Zweiten Weltkrieg
- Kenneth L. Farmer, Jr., Stellvertretender Surgeon General, Oberbefehlshabender in der U.S. Army und im Generalstab
- Caitlín R. Kiernan, Autorin und Paläontologin
- William Robert Lawley, Jr., Empfänger der Medal of Honor im Zweiten Weltkrieg
- Mark Martin, Cartoonzeichner
- Alford Lee McLaughlin, Empfänger der Medal of Honor im Koreakrieg
- Dixie Walker, Baseballspieler und Trainer
- Harry Walker (1918–1999), Baseballspieler und Manager